# Elisengarten

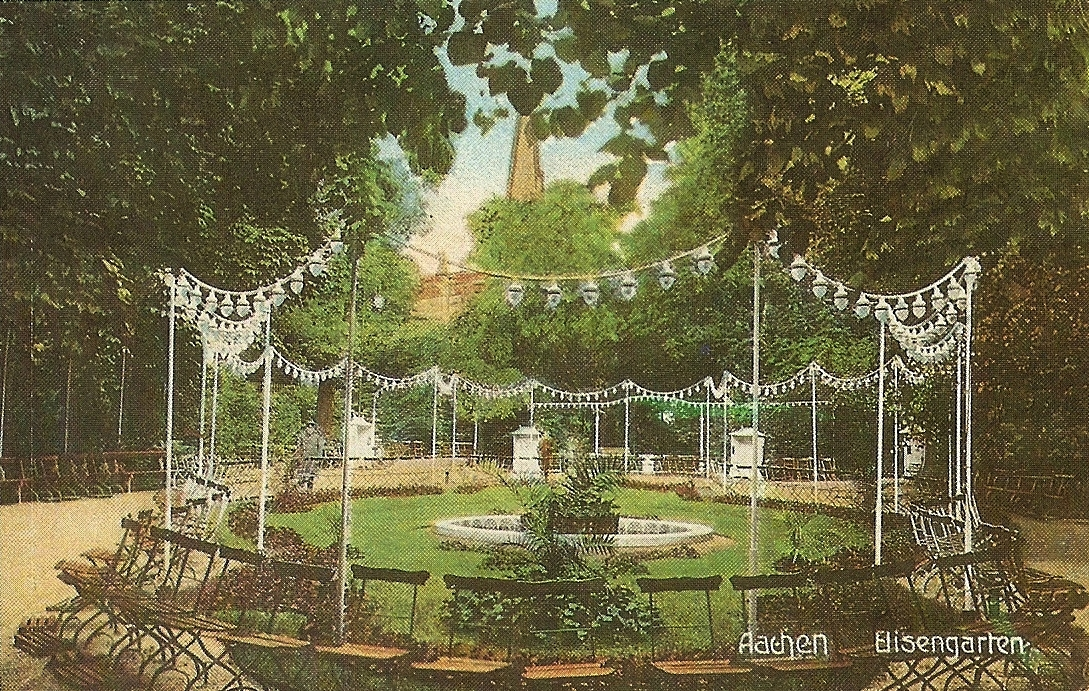
Der Elisengarten um 1910

Der Elisengarten ist eine kleine Parkanlage in der Innenstadt von Aachen an der rückwärtigen Seite des Elisenbrunnens. Der Elisengarten wurde 1852 bis 1854 nach Plänen des preußischen Gartenbaumeisters Peter Joseph Lenné angelegt.

## Lage
Der Elisengarten wird durch Straßenzüge begrenzt, die schon im Mittelalter bekannt waren: die Hartmannstraße, 1279 als platea harduni erstmals erwähnt, den Friedrich-Wilhelm-Platz mit dem Elisenbrunnen, vormals 1460 als op den graffe bezeichnet und die Ursulinerstraße, die älteste namentlich bekannte Straße in Aachen (1137 via ante capellam s. Aldegundis (Straße vor der Aldegundiskapelle), später: Aldegundistraße).

## Frühere Bebauung

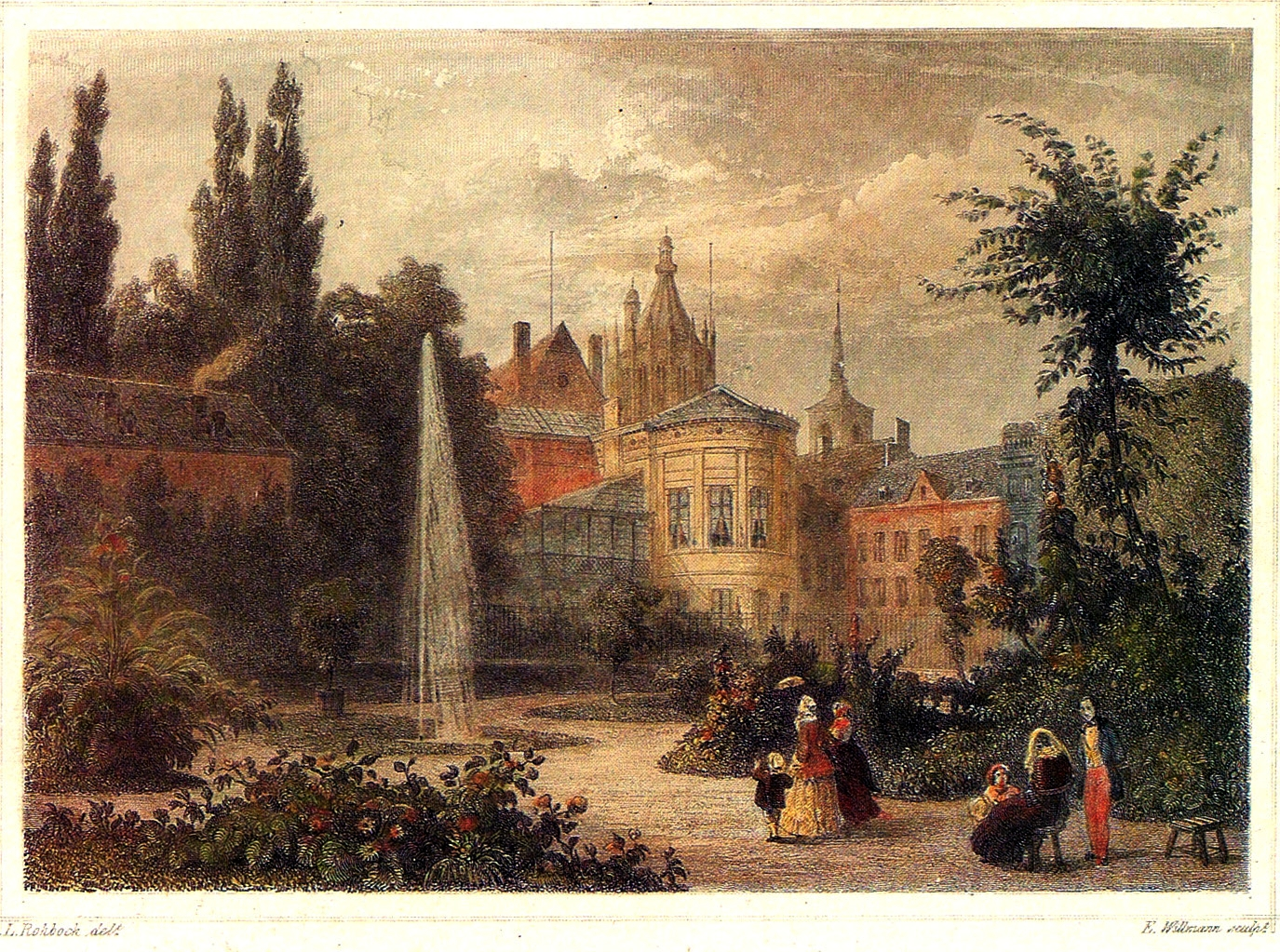
Der Elisengarten mit dem Präsidialgebäude um 1855

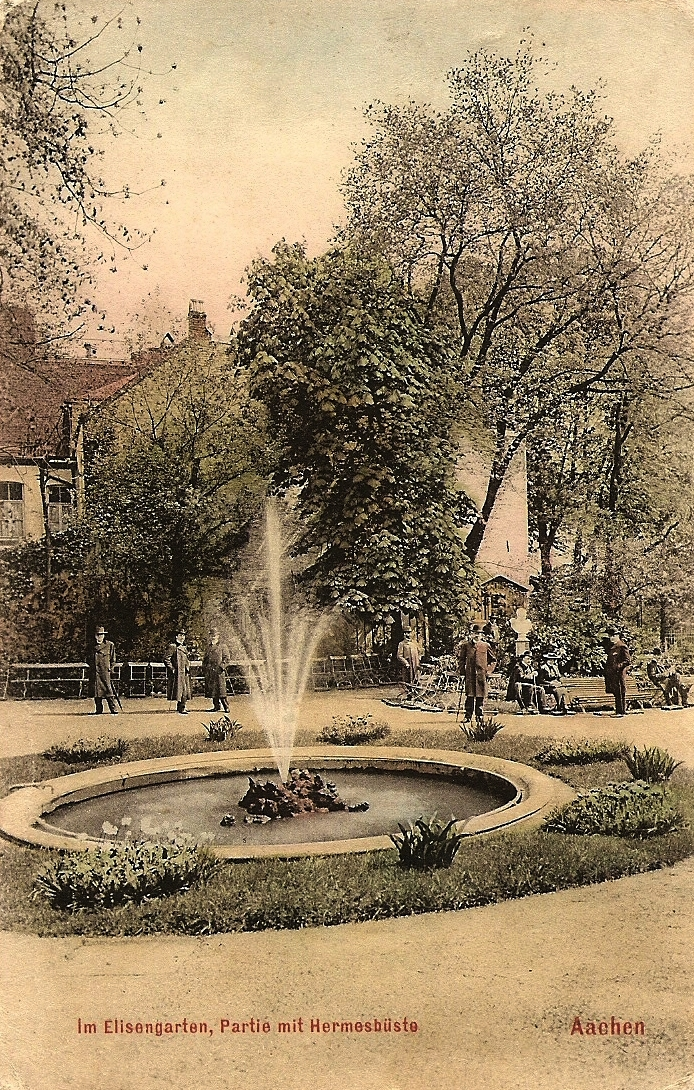
Elisengarten mit Hermesbüste

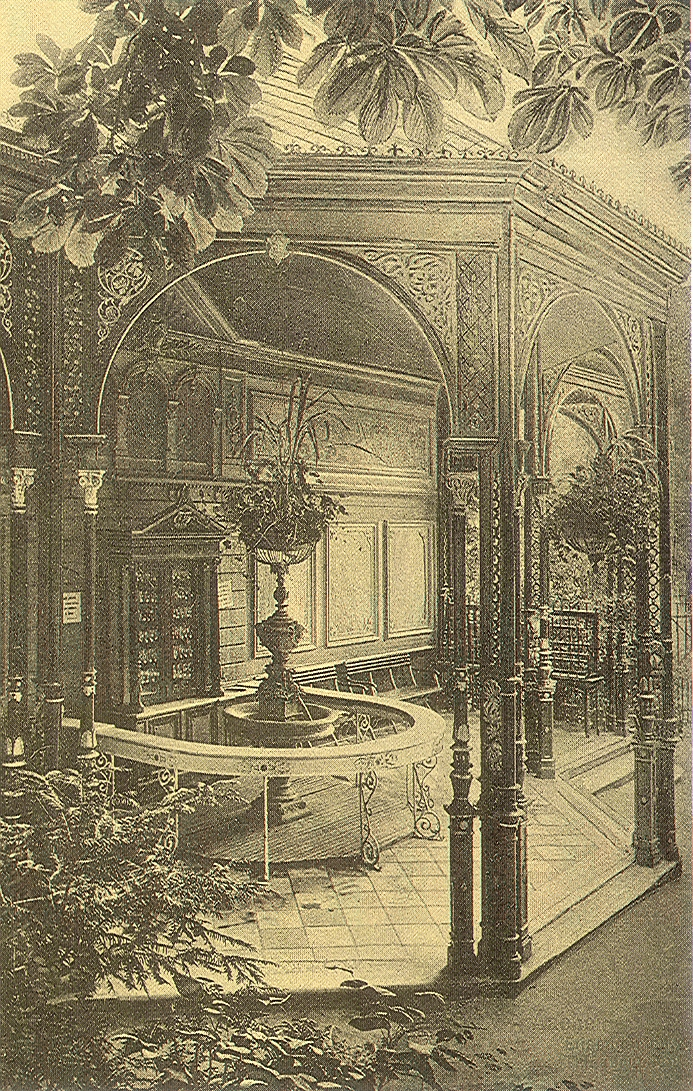
Trinkbrunnen im Elisengarten

Feuersteinwerkzeuge belegen eine Frequentierung des Platzes bereits in der Jungsteinzeit. Ob jedoch hier auch Siedlungsanlagen aus dieser Zeit bestanden haben, kann nicht mit Bestimmtheit gesagt werden.
Seit römischer Zeit (1. bis 4. Jahrhundert) war das Gebiet des Elisengartens bebaut. Archäologische Ausgrabungen konnten den Beweis erbringen, dass hier Unterkunftsgebäude für Badegäste der nahe gelegenen Thermenanlagen bestanden haben. Spätrömische Fachwerkhäuser und Villen waren z. T. mit Hypocausten-Heizungen ausgestattet. Drei römische Siedlungsniveaus konnten nachgewiesen werden.
Über die Art der Besiedelung des Elisengartens zwischen dem 5. und 8. Jahrhundert gibt es aufgrund der damals bevorzugten Holzbauweise nur wenige Hinweise. Bei jüngsten archäologischen Ausgrabungen konnte jedoch anhand der Befundlage festgestellt werden, dass der Elisengarten in dieser Zeit durchgängig besiedelt war.
Im frühen Mittelalter wurde im Nordwestbereich des heutigen Elisengartens die Adelgundiskapelle errichtet, die jedoch erst 1066 erstmals urkundlich erwähnt wurde. 1137 wurde der Doppelabtei Stavelot-Malmedy die ihr vermutlich schon längere Zeit gehörende Kapelle durch eine besiegelte Urkunde von Lothar III. bestätigt. Zu dem Besitz der Abtei Stavelot–Malmedy gehörten neben der Kapelle noch 30 weitere Häuser, die sich im Bereich Hartmann- bzw. Ursulinerstraße befunden haben.
In den folgenden Jahrhunderten verfiel der Besitz des Klosters allmählich und die meisten Gebäude wurden baufällig. Großen Schaden nahmen die Gebäude 1248 bei der Flutung der Stadt Aachen durch Wilhelm von Holland sowie bei dem großen Stadtbrand 1656. Die Besitzer der noch intakten Gebäude wechselten mehrfach. Am 21. Oktober 1786 stürzte die baufällige Adelgundiskapelle ein. Nach Abtrag der Ruinen wurde das Gebiet eingefriedet und als Garten angelegt. Einige Gebäude fungierten zeitweilig als bischöfliches Palais.
1817 gelangte das Grundstück in den Besitz des preußischen Staates. In der Folgezeit wurde auf den Grundmauern der ehemaligen Kapelle nach Plänen von Stadtbaumeister Adam Franz Friedrich Leydel ein neues Präsidialgebäude errichtet. 1852 erfolgte die Fertigstellung des gartenseitigen Anbaus durch Johann Peter Cremer.
Das Präsidialgebäude wurde im Zweiten Weltkrieg beschädigt und am 7. April 1952 nach heftigen Kontroversen abgerissen.
Ab dem Ende des 12. Jahrhunderts wurde der heutige Bereich des Elisengartens nach Süden durch einen Abschnitt der inneren Stadtmauer von Aachen, der sog. Barbarossamauer begrenzt. Vor der Errichtung der Stadtmauer bildete ein Wassergraben die südliche Begrenzung des Areals. Das letzte Teilstück dieses Wassergrabens, der sog. Foggen- bzw. Mawengraben wurde 1801 wegen der unerträglichen Geruchsbelästigung zugeschüttet und bildet heute den Friedrich-Wilhelm-Platz. Auf den Resten der Barbarossamauer wurde 1822 der Elisenbrunnen errichtet.
An der Nordostseite des heutigen Gartens begannen die aus Dinant nach Aachen gezogenen Ursulinerinnen 1651 ihr Aachener Ursulinenkloster zu gründen. Endgültig wurde das Gelände jedoch erst nach dem Stadtbrand im Jahre 1659 erworben. Hinter dem eigentlichen Klostergebäude wurde ein Klostergarten angelegt, der die Keimzelle des heutigen Elisengartens darstellt. In der Folgezeit wurde die Anlage durch ein Mädchenpensionat ergänzt. Nach dem Einmarsch französischer Truppen in das Rheinland mussten die Nonnen das Kloster 1792 verlassen. 1818 wurde der Besitz an den preußischen Staat verkauft, lediglich einige Nebengebäude blieben zunächst noch im Besitz der Nonnen, die u. a. hier eine Schule eingerichtet haben. Das alte Klostergebäude diente der preußischen Regierung bis 1846 als Hauptzollhaus. Nach Abriss des ehemaligen Klosters 1851 begann man auf dem Gelände nach Plänen Lennés den Elisengarten anzulegen.
1873 wurde im Elisengarten ein kostenpflichtiger Thermalwasser-Trinkbrunnen aufgestellt, der mit Wasser der Kaiserquelle versorgt wurde, damit die Kurgäste während der Trinkkur den Garten nicht verlassen mussten. Bereits 1854 wurden von Stadtbaumeister Friedrich Joseph Ark Glastüren in den rechten Seitenflügel des Elisenbrunnens eingesetzt, damit eine bequeme Verbindung zwischen Garten und Brunnenanlage für die Kurgäste zur Verfügung steht.
1913 wurde der Elisengarten gärtnerisch umgestaltet und geringfügig erweitert.
1938 erfolgte die Errichtung eines Luftschutzbunkers im Elisengarten, der 1955 gesprengt wurde. In den Kriegsjahren wurden auf dem Gelände zusätzlich ein Löschwasserteich und mehrere Deckungsgräben angelegt.
Unter Einbeziehung von Trümmergrundstücken – insbesondere dem Grundstück des ehemaligen Präsidialgebäudes – begann 1954 die Neugestaltung des erweiterten Elisengartens. An der Stelle des ehemaligen Thermalwasser-Trinkbrunnens wurde ein Restaurant errichtet. Ursprünglich wurden auch zwei Springbrunnen installiert: der Sämann von Fritz Klimsch und der Flötenspieler von Matthias Corr. Beide befinden sich nicht mehr im Elisengarten, der Sämann ist als Leihgabe wieder nach Düsseldorf zurückgegeben worden, der Flötenspieler wurde 2008 im Zuge der Umgestaltung des Elisengartens abmontiert und im Aachener Stadtteil Eilendorf wieder aufgestellt. Seit 1976 ist der von Karl-Henning Seemann geschaffene und von der Sparkasse Aachen gestiftete Brunnen Kreislauf des Geldes am Rande des Gartens zu finden.

## Archäologische Ausgrabungen

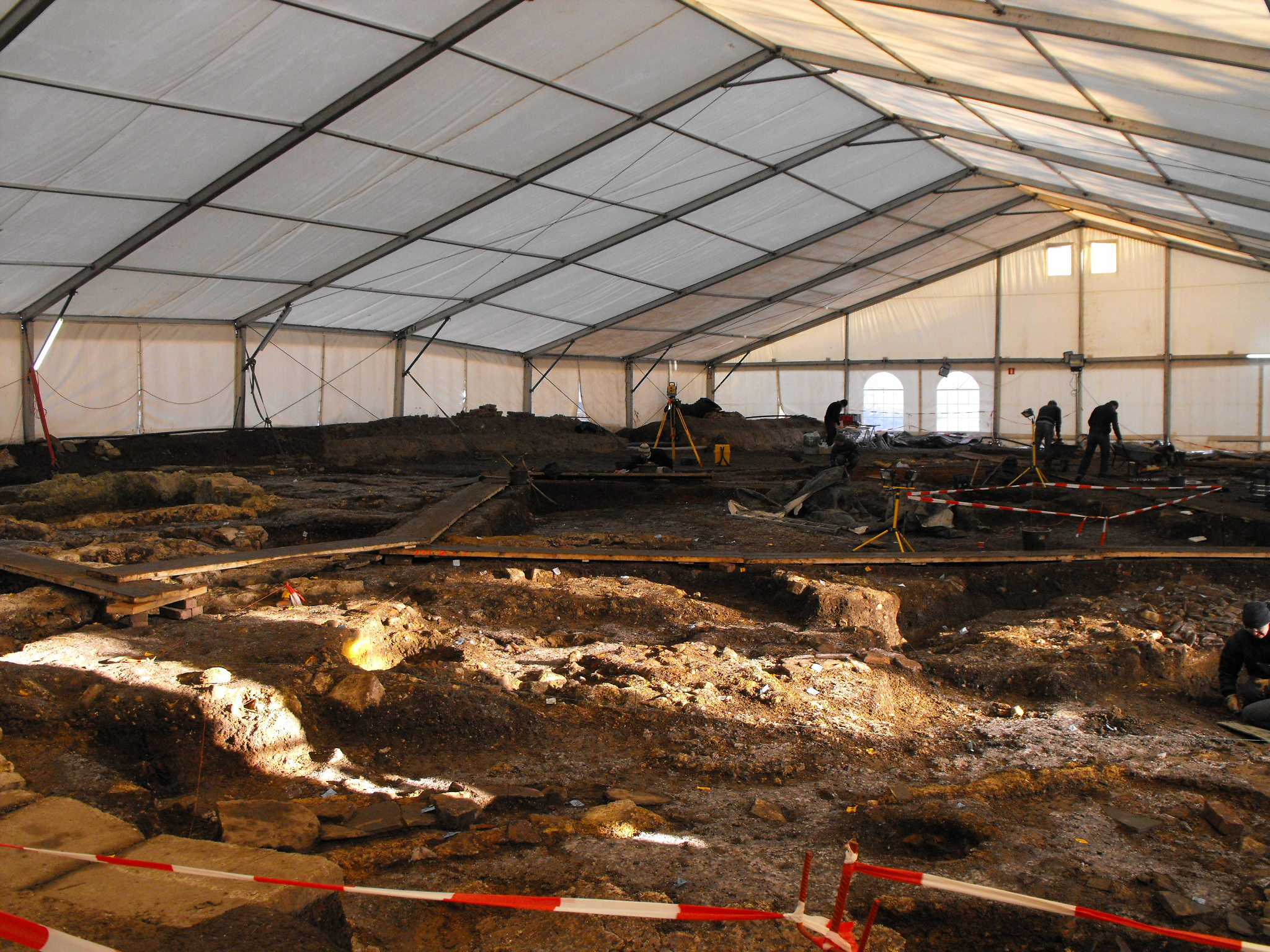
Grabungszelt im Elisengarten
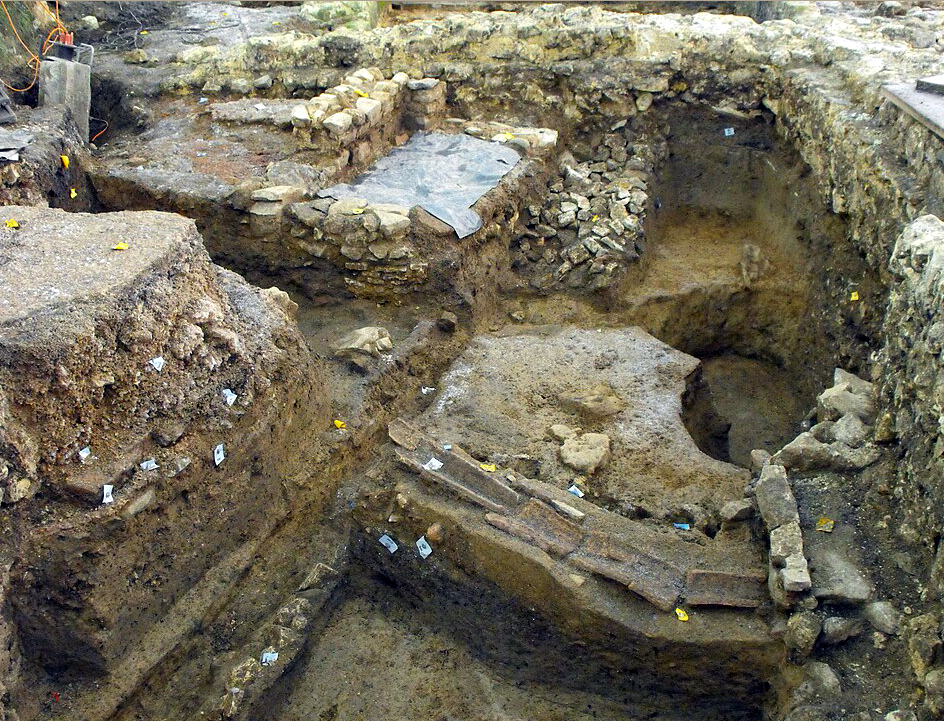
Ausgrabungen im Elisengarten

Bei zahlreichen, flächenmäßig begrenzten Bauarbeiten ist man in der Vergangenheit immer wieder auf Spuren früherer Bebauungsepochen gestoßen. Bereits 1822, als man die Thermalwasser-Zuleitung von der Kaiserquelle zum Elisenbrunnen verlegte, stieß man auf Reste der römischen Bücheltherme. Während der Umgestaltung des Areals nach dem Zweiten Weltkrieg sind in den 1950er Jahren immer wieder – hauptsächlich römische und mittelalterliche – Fundamentreste beschrieben worden.
Im Vorfeld der Neugestaltung des Elisengartens fanden von August 2008 bis Februar 2009 umfangreiche archäologische Ausgrabungen statt.
Im Bereich des Elisengartens sind Siedlungs- und Handwerksplätze aus fünf Jahrtausenden nachgewiesen worden.
Die ältesten Funde sind Feuersteinwerkzeuge aus der Jungsteinzeit. Damit konnte belegt werden, dass Menschen, die am Lousberg Feuersteine abgebaut haben, sich auch im vorwiegend sumpfigen Aachener Talkessel aufgehalten haben.
Aus römischer Zeit konnten Holzbauten des 2. bis 4. Jahrhunderts sowie Fundamentreste von 30 bis 50 m langen Unterkunftsgebäuden der Badegäste der römischen Thermen am Büchel und heutigen Dom nachgewiesen werden. Zu den wertvollsten römischen Funden aus dem Elisengarten zählen eine bronzene Fibel vom Aucissa-Typ, Fragmente eines römischen Tellers aus dem 1. Jahrhundert mit der Inschrift Cassi – vermutlich der Hinweis auf den bisher ältesten namentlich bekannten Aachener Einwohner Cassius. Weitere Keramikfragmente eines Tellers aus Terra Sigillata mediterranen Ursprungs belegen intensive Handelskontakte im 1. und 2. Jahrhundert.
Die Ausgrabung konnte des Weiteren aufzeigen, dass Aachen in merowingischer Zeit höchstwahrscheinlich durchgängig besiedelt war. Zeugnisse aus dem Mittelalter, Überreste der Doppelabtei von Stavelot-Malmedy aus dem 11. bis 15. Jahrhundert sowie zugehörige Handwerksplätze, hier die Reste einer Knochenschnitzerwerkstatt aus dem 12. Jahrhundert, konnten ebenfalls nachgewiesen werden. Zu den jüngsten Funden gehören Fundamentreste des Ursulinenklosters, welches im nordöstlichen Bereich des heutigen Elisengartens vom 17. bis 19. Jahrhundert bestanden hat, sowie Baumaßnahmen, die mit der Errichtung des Elisenbrunnens in Zusammenhang gebracht werden können.

## Neugestaltung

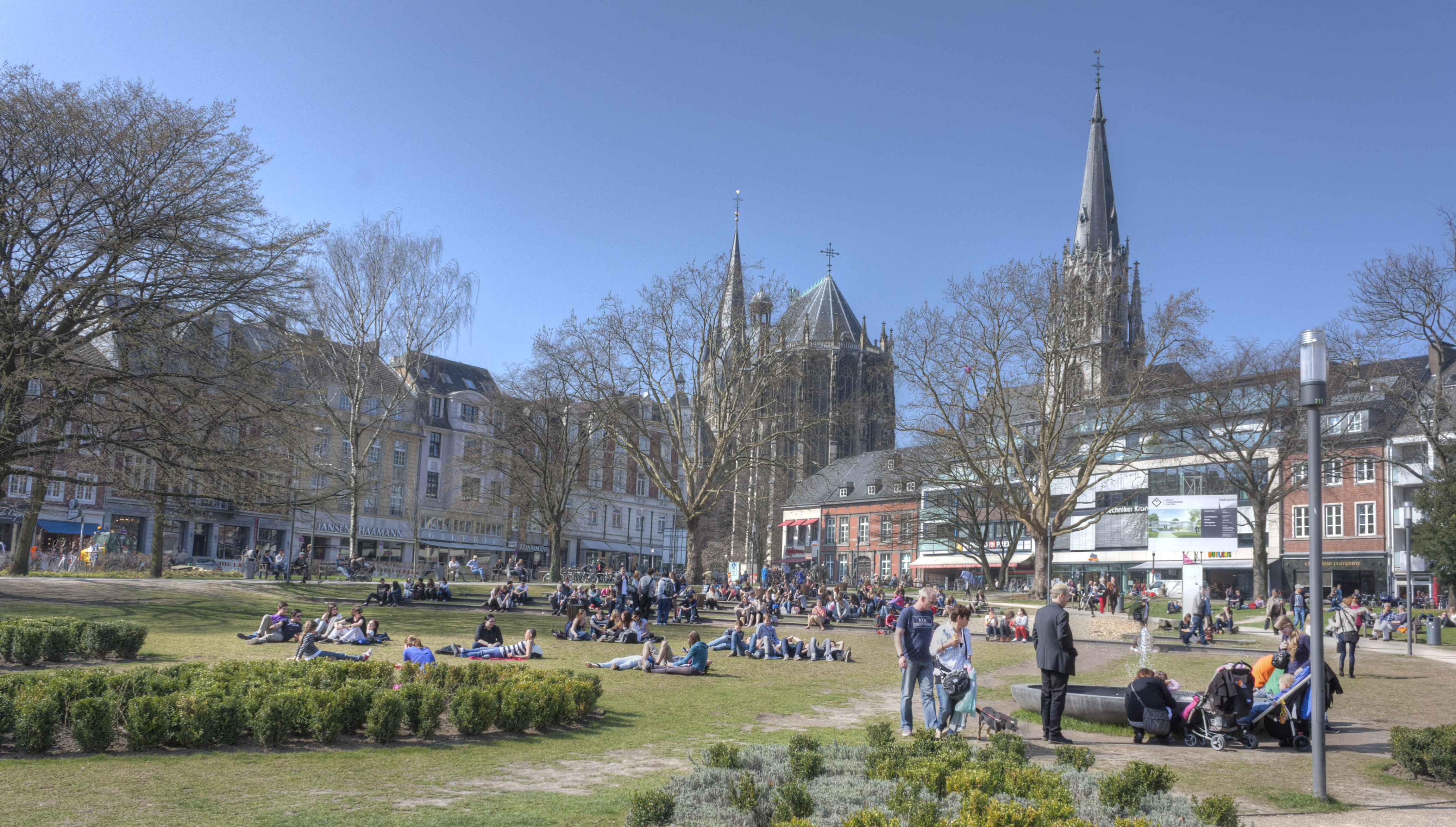
Aachen, Elisengarten – Frühling 2012
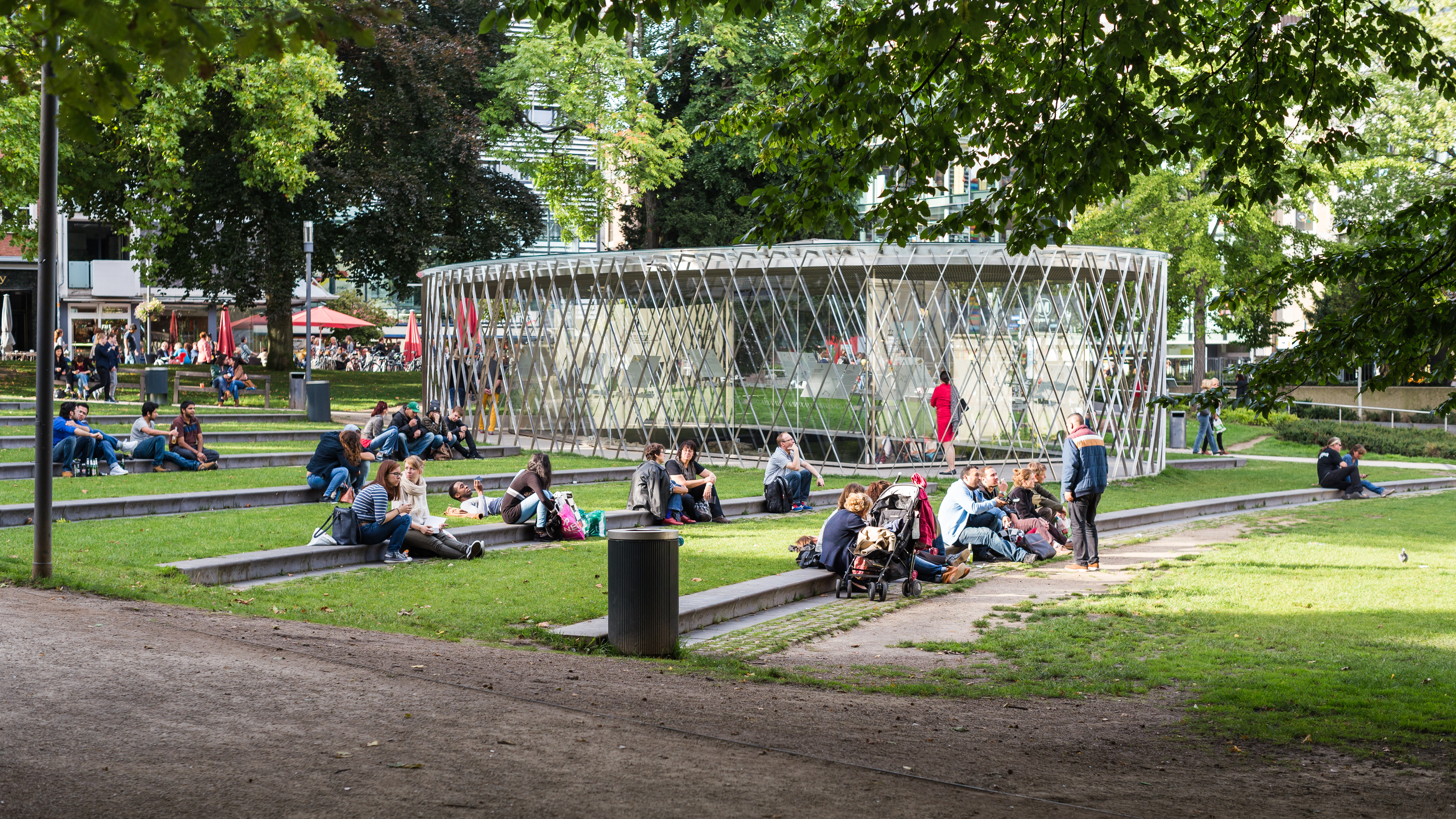
Der Elisengarten im Jahr 2014

Im Jahr 2006 wurde von der Stadtverwaltung Aachens ein Wettbewerb zur Neugestaltung des Elisengartens in Auftrag gegeben. Den Zuschlag erhielt das Berliner Landschaftsarchitekturbüro Lützow 7 Müller Wehberg.
Zentrale Gestaltungselemente des Entwurfs sind eine zum Elisenbrunnen abfallende Rasentreppe, eine bereits hergestellte Öffnung des Parks zum Friedrich-Wilhelm-Platz sowie die Errichtung eines Quellbassins an der Rückseite des Elisenbrunnens. Die Fertigstellung eines Großteils der Gartenanlage erfolgte im Laufe des Jahres 2009.
Eine 160 m² große archäologische Vitrine macht nach Plänen des Aachener Architekturbüros kadawittfeldarchitektur einen 60 m² großen, repräsentativen Teil der Ausgrabungen dauerhaft sichtbar. Neben der verglasten Ausgrabungsfläche hat der Besucher die Möglichkeit, sich über die archäologischen Funde und die Entwicklung des Elisengartens zu informieren.
Die Fertigstellung der archäologischen Vitrine war für 2010 geplant. Aufgrund der ungeklärten Finanzierung wurde der Baubeginn jedoch auf unbestimmte Zeit verschoben. Am 11. Januar 2012 gab das Aachener Unternehmen DSA Daten- und Systemtechnik bekannt, durch eine Spende in Höhe von €175.000 den Bau der archäologischen Vitrine zu ermöglichen. Im Juli 2012 fand der erste Spatenstich statt und am 18. April 2013 wurde die Vitrine offiziell eröffnet.